# Kevin Lynch (basket-ball)
Pour les articles homonymes, voir Kevin Lynch et Lynch.
Kevin Lynch, né le 24 décembre 1968, à Bloomington, au Minnesota, est un ancien joueur américain de basket-ball. Il évolue aux postes d'arrière et d'ailier.